# Melitaea enarea
Melitaea enarea är en fjärilsart som beskrevs av Hans Fruhstorfer 1917. Melitaea enarea ingår i släktet Melitaea och familjen praktfjärilar. Inga underarter finns listade i Catalogue of Life.